# Mária Mednyánszky
Mária Mednyánszky (Budapest, 7 aprile 1901 – Budapest, 22 dicembre 1978) è stata una tennistavolista ungherese.

## Biografia
Mária Mednyánszky è stata la prima campionessa del mondo nel singolare femminile vinto nella prima edizione dei Campionati mondiali di tennis da tavolo svoltisi nel 1926 a Londra. Vinse il titolo per cinque anni consecutivi e nella sua carriera arrivò a vincere 18 titoli mondiali. Solo Angelica Rozeanu detiene più titoli di singolare femminile di lei.
Ha vinto sette titoli di doppio, incluse sei vittorie consecutive con Anna Sipos. Ha anche vinto tre titoli agli English Open.
È stata insignita dell'Ordine d'Oro della Repubblica popolare ungherese nel 1976, la più alta onorificenza sportiva dell'Ungheria.
Mária Mednyánszky era sposata con l'impiegato di banca Jenő Klucsik, che, come lei, giocava nel club MTK (Magyar Testgyakorlók Köre). Suo figlio Laszlo Kluksic ha scritto un libro su sua madre Mária Mednyánszky.

## Palmarès

### Mondiali
Singolo
- (1926, 1928-1931)
- (1932-1933)

Doppio
- (1928, 1930-1935)
- (1929, 1936)

Doppio misto
- (1926, 1928, 1930, 1931, 1933, 1934)
- (1932, 1936)
- (1928, 1935)

Team
- (1934, 1935)